# Marche des fiertés de Moscou
La marche des fiertés de Moscou (en russe : Московский Гей-Прайд, lit. 'Moscow Gay Pride') est une manifestation LGBT. Bien qu'aucune marche des fiertés n'ait jamais eu lieu à Moscou, plusieurs projets ont vu le jour, tous faisant face à la répression des autorités russes.

## Historique
L'idée de la marche à Moscou est évoquée pour la première fois lors d'une conférence de presse le 28 juillet 2005, tenue par des militants LGBT : Evgenia Debryanskaya (en) et Nikolaï Alekseïev,.
La première édition prévue le 27 mai 2006 est annulée pour « des raisons de sécurité » par le maire de la capitale, Iouri Loujkov. Les personnes ayant défilé malgré cette interdiction sont agressées par des civils hostiles à la manifestation.
Le 16 mars 2006, le patriarche Alexis II publie une lettre sur le site officiel de l'Église orthodoxe russe, dans laquelle il déclare au maire Iouri Loujkov : « Je voudrais vous remercier pour votre décision d'empêcher la propagande publique d'immoralité... Tout en traitant les personnes ayant de telles inclinations avec une responsabilité pastorale et en les appelant à la correction, l'Église s'oppose résolument aux tentatives de présenter une tendance pécheresse comme une « norme » et un exemple à suivre ».
Parmi les tentatives notables d'organisation de cette marche à Moscou, en 2009, alors que la Russie héberge l'Eurovision, les associations LGBT russes décident d'utiliser l'événement pour attirer l'attention sur leurs efforts et relancer l'idée d'une manifestation publique.
Nikolaï Alekseïev annonce l'organisation de la marche — renommée « Slavic Pride » — le jour de la finale du concours le 16 mai 2009. Plusieurs participants à l'Eurovision manifestent leur soutien à l'événement, notamment la représentante suédoise, Malena Ernman, et le représentant norvégien, Alexander Rybak. Les représentants néerlandais, le groupe De Toppers, menacent de se retirer en cas de violences policières. Leur élimination en demi-finale les empêche cependant de mettre cette menace à exécution. Une fois de plus, la manifestation est interdite, et les personnes ayant osé y participer sont arrêtées dont Nikolaï Alekseïev.
L'interdiction est renouvelée les années suivantes par la mairie de Moscou jusqu'en juin 2012 où un bannissement pour cent ans de cette manifestation est décrété par la cour de Moscou.